# Brendan Daly
Brendan Daly (irisch Breandán Ó Dálaigh, * 2. Februar 1940 in Cooraclare bei Kilrush, County Clare; † 6. Juli 2023) war ein irischer Politiker der Fianna Fáil und Minister.

## Biografie
Seine politische Laufbahn begann Daly, der ursprünglich Mitarbeiter des öffentlichen Dienstes war, 1973 als Kandidat der Fianna Fáil mit der erstmaligen Wahl zum Abgeordneten (Teachta Dála) des Unterhauses (Dáil Éireann). Dort vertrat er bis Dezember 1992 zunächst den Wahlkreis Clare. Zwischen März 1980 und Juni 1981 war er zunächst Staatsminister beim Arbeitsminister. Premierminister (Taoiseach) Charles J. Haughey berief ihn dann von März bis Dezember 1982 als Minister für Fischerei und Forstwirtschaft in sein zweites Kabinett.
Im dritten Kabinett von Haughey war er zunächst von März 1987 bis Juli 1989 Marineminister. Anschließend war er zwischen Juli 1989 und Februar 1991 Staatsminister beim Premierminister sowie zugleich auch Staatsminister beim Finanzminister. Im Rahmen einer Kabinettsumbildung ernannte ihn Premierminister Haughey anschließend am 5. Februar 1991 zunächst zum Verteidigungsminister und dann im Rahmen einer erneuten Regierungsumbildung am 14. November 1991 zum Minister für soziale Wohlfahrt.
Haugheys Nachfolger als Taoiseach, Albert Reynolds, ernannte Daly schließlich am 13. Februar 1992 zum Staatsminister beim Außenminister. Dieses Amt hatte er bis zum 12. Januar 1993 inne. Nach seinem Mandatsverlust wurde er am 2. Dezember 1992 vom Premierminister für einen Sitz im Senat (Seanad Éireann) nominiert, den er bis 1997 innehatte und dort die Gruppe für die Landwirtschaft vertrat.
1997 wurde er erneut zum Abgeordneten des Unterhauses für den Wahlkreis Clare gewählt. Während der 28. Legislaturperiode (28th Dáil) war er zugleich zwischen Dezember 1997 und 2002 Stellvertretender Vorsitzender des Ausschusses für öffentliche Unternehmen und Verkehr (Public Enterprise and Transport Committee). 2002 schied er erneut aus dem Unterhaus aus und gehörte zwischen 2002 und 2007 wiederum dem Senat an, wo er diesmal die Gruppe der Arbeitnehmer vertrat.
Brandan Daly starb am 6. Juli 2023 im Alter von 83 Jahren.